# San Francisco Pro Invitational
Il San Francisco Pro Invitational era una competizione di culturismo maschile organizzato annualmente dalla IFBB. Il concorso nell'edizione del 2005 ha ospitato anche una gara di figure. L'evento si è tenuto dal 1988 al 2006.

## Vincitori
| Anno | Culturismo maschile | Figure     |
| ---- | ------------------- | ---------- |
| 1998 | Kevin Levrone       | n/a        |
| 1999 | --Non organizzato-- |            |
| 2000 | --Non organizzato-- |            |
| 2001 | Chris Cormier       | n/a        |
| 2002 | Lee Priest          | n/a        |
| 2003 | Jay Cutler          | n/a        |
| 2004 | Dexter Jackson      | n/a        |
| 2005 | Chris Cormier       | Jenny Lynn |
| 2006 | Gustavo Badell      | n/a        |